# Tango (danse)
Pour les articles homonymes, voir Tango.

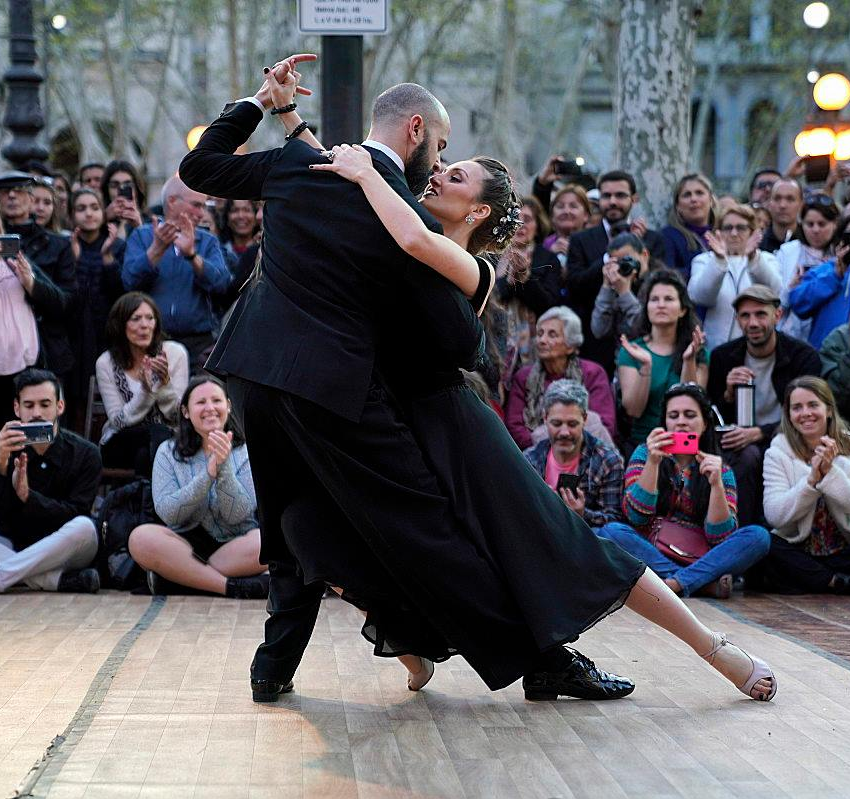
Danseurs de tango à Montevideo.

Le tango est une danse sociale et un genre qui vient du  rioplatense (c'est-à-dire du Río de la Plata, soit Buenos Aires et Rosario en Argentine, et Montevideo en Uruguay) né à la fin du XIXe siècle.
Comme forme rythmique, il désigne le plus souvent une mesure à 2 ou 4 temps plutôt.
Le tango comme genre musical englobe quant à lui trois formes musicales sur lesquelles se dansent traditionnellement les pas du tango : tangos, milongas et valses. Le bandonéon, intégré au sein des orchestres de tango, composés majoritairement d'instruments à cordes, est traditionnellement l'instrument phare du tango. L'orchestre dit 'tipica' du tango est composé d'une section de bandonéons, une section de cordes et une section rythmique où on trouve le piano et la contrebasse.
Le tango est une danse de bal qui se danse à deux. C'est aujourd'hui une danse d'improvisation, au sens où les pas ne sont pas fixés à l'avance pour être répétés séquentiellement, mais où les deux partenaires marchent ensemble vers une direction impromptue à chaque instant. Un partenaire (traditionnellement l'homme) guide l'autre, qui suit en laissant aller naturellement son poids dans la marche, sans chercher à deviner les pas.
Depuis 2009, le tango est inscrit sur la liste représentative du patrimoine culturel immatériel de l'humanité.
En 2021, les milongas ainsi que les festivals de tango sont inscrits à l'inventaire du patrimoine culturel immatériel en France.

## Étymologie
Le terme tango, à l'étymologie très incertaine, serait originaire de la communauté noire d'Amérique latine issue de l'esclavage, et a connu divers sens au sein de cette communauté au cours des siècles, dont l'un des tout premiers fut celui-ci : tango : « Endroit où les personnes de couleur parquait les esclaves (en Afrique) avant l'embarquement ». Parfois dans les documents anciens on confond "tango" avec "tambo";  "tambo" ou "tampu" est un mot quechua qui signifie lieu d'échange et de commerce. Il est possible qu'il y ait eu assimilation entre ces "tambo", souvent au bord de l'eau à l'époque concernée, et les lieux accueillant le commerce des esclaves, et où le négrier les parquait pour les vendre à leur arrivée. Selon d'autres auteurs, tango viendrait du mot kongo ntangu, qui signifie :  soleil, heure, espace-temps,,.

## Histoire

### Origines

#### Contexte social

##### Le Río de la Plata à la fin duXIXesiècle: un grand melting-pot
Alors que pendant tout le XIXe siècle, le Río de la Plata ne connaît qu'un assez lent développement, celui-ci s'accélère à la fin du siècle, avec la mise en place du commerce agro-alimentaire transatlantique avec l'Europe : viande réfrigérée et congelée venant de l'élevage extensif.
L'arrivée des immigrants fait partie fondamentale de ce développement. Le recensement de 1895 compte dans la ville de Buenos Aires 318.361 argentins et 345.493 étrangers. À la fin du XIXe siècle, les trois communautés étrangères à Buenos Aires les plus importantes étaient l'italienne, l'espagnole et la française.

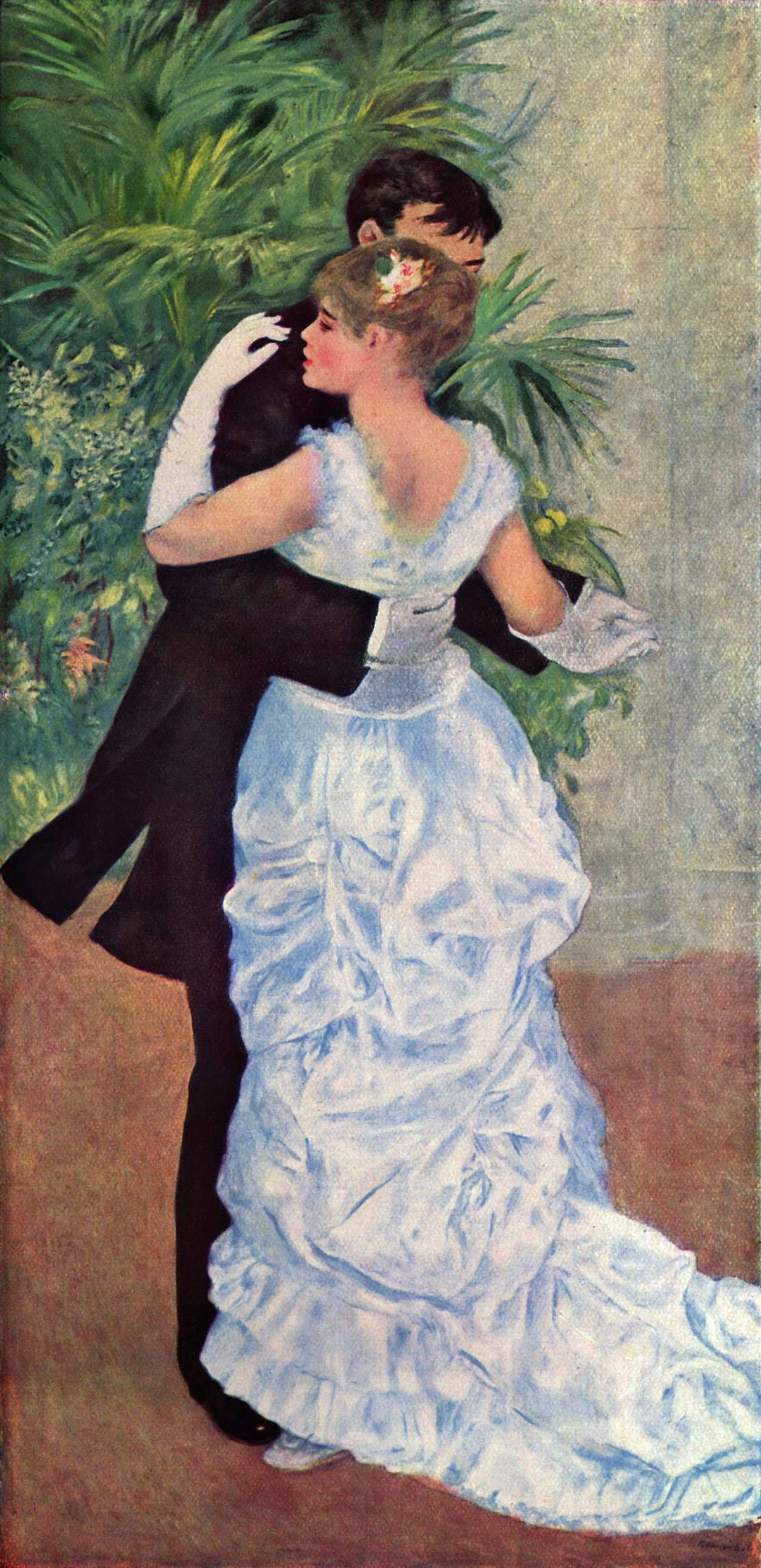
L'"abrazo", et même l'"abrazo" bien serré, était déjà présent dans les danses sociales à la mode en Europe avant la naissance du tango. Voici ce tableau d'Auguste Renoir de 1883.

Le développement économique et la relation avec l'Europe apportent à Rio de Plata les danses européennes à la mode, polka, mazurka, et surtout la valse, qui était la danse la plus importante du XIXe siècle. Avec ces danses, arrive la prise couple, l' "abrazo". La recherche du tango sera de développer l'étreinte du couple jusqu'aux limites de ses possibilités physiques.

##### Les origines afro-américaines du tango
La communauté noire issue de l'esclavage représente un poids important dans la société portègne du Río de la Plata, tout au long du XIXe siècle et jusqu'au début du XXe siècle. La fin du régime de Juan Manuel de Rosas en 1852, régime qui lui était favorable, marque le début du lent déclin de cette population noire dans le Rio de la Plata, jusqu'à sa quasi-disparition de l'Argentine dans le début du XXe siècle (cette disparition questionne les historiens : guerres dont les bataillons seront composés d'esclaves noirs et dont peu reviendront, épidémies, rejet croissant des noirs dans la société, métissage et surtout l'arrivée massive de population européenne, comme indiquent les recensements). Les musiques et les danses de cette communauté noire constitueront l'un des piliers fondamentaux de la genèse du tango.
Premièrement, le terme lui-même, tango, qui circule depuis longtemps dans toute l'Amérique atlantique, du golfe du Mexique au Río de la Plata, est fort probablement d'origine afro-américaine voire africaine (le terme tambo pour désigner un lieu, ou un lieu de réunion existe antérieurement dans la langue quechua). Le terme connaîtra différents sens, qui tous, sont marqués du sceau de l'esclavage, des Noirs et de l'Afrique :

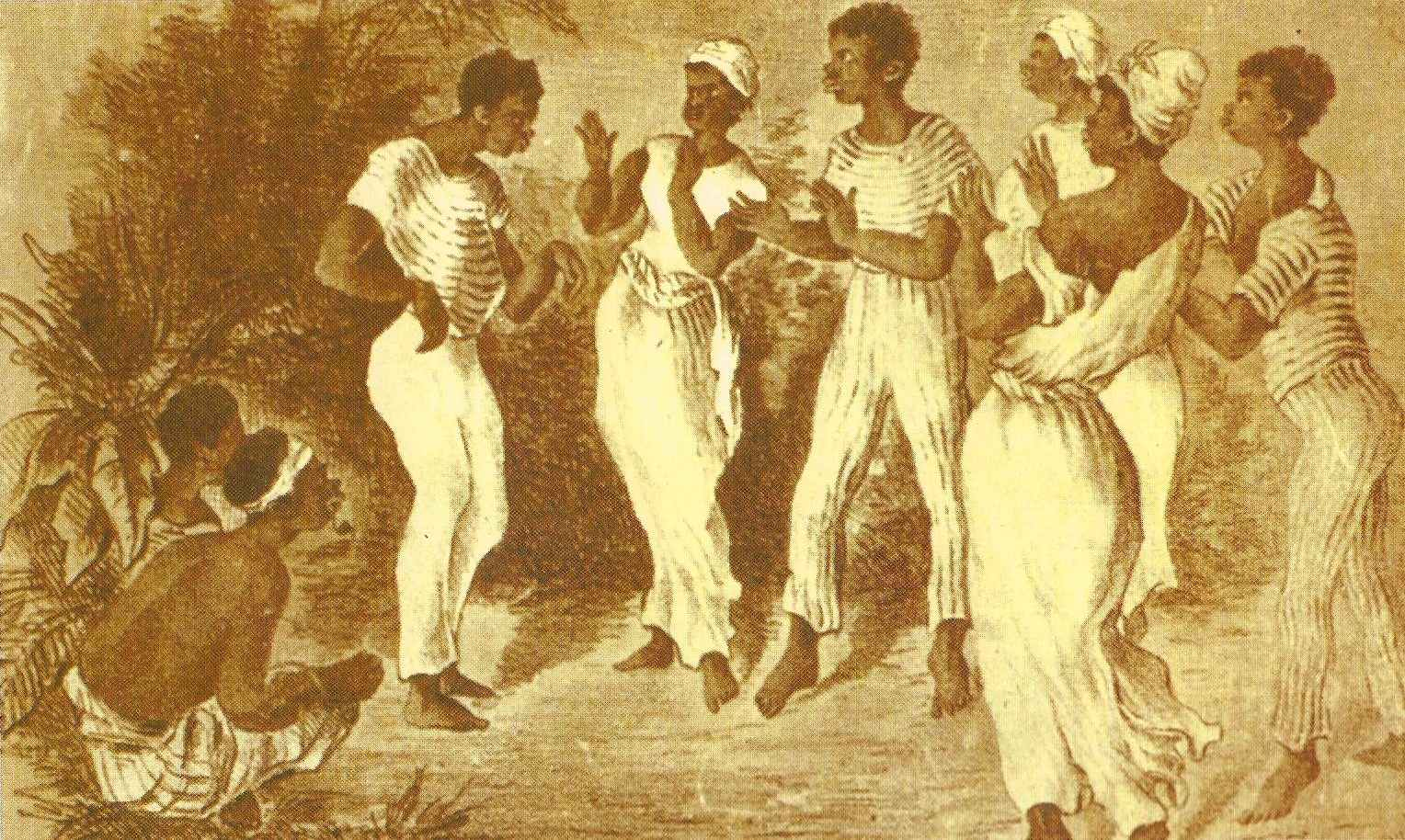
Scène de candombe, à Montevideo, eau-forte des années 1870.

- en langue kongo, il signifierait « lieu fermé », lieu dans lequel il faut être initié pour entrer et où se pratiquent des rituels au son du tambour. Le terme aurait d'abord désigné les tambours eux-mêmes, appelés tamgú (« tambour » et / ou « danse au son du tambour ») dans la langue ibibio (une des langues de la famille linguistique nigériane-congolaise), et par suite la musique produite par ces tambours ;
- le négrier appelait tango l'endroit où il parquait les esclaves avant l'embarquement. Plus tard, en Amérique, on appela tango le lieu où on les vendait. Divers sens apparaissent ensuite, comme le lieu clos où l'on entreposait les tambours, puis enfin Bailes de tangos, les danses et les jeux de tambours des noirs ;
- en 1789, Manuel Varnes, représentant la cabildo (autorité locale) de Buenos Aires, considère scandaleux « que l'on ait permis depuis quelques années jusqu'à nos jours, à la multitude de Noirs libres et esclaves qui vivent dans cette ville, de se réunir pour faire leurs tambos et danses à l'extérieur de la ville, contrevenant aux lois divines et humaines » (Novati)[13] ;
- à Montevideo en 1806, la municipalité s'énerve contre les « tambos bailes de Negros », « los Negros con el tango », et en 1816, à plusieurs reprises : « Se prohiban dentro de la ciudad los bayles conocidos por el nombre de tangos. »

Mais, avant la fin du XIXe siècle, le tango ne renvoie pas encore à une forme musicale ou dansée définie, mais à des musiques et des danses très diverses, plus au moins ritualisées, pratiquées par les populations afro-américaine.

#### Genèse du tango dansé
Au tournant du siècle, dans le Río de la Plata, les danses de salon venues d'Europe, mazurka, scottish, valse… subissent l'influence des Noirs. Danses de Blancs, danses de Noirs, habaneras, s'influencent et s'imitent mutuellement.
Parmi elles, Il y a la milonga, qui appartient à cette catégorie de termes au contenu incertain (le terme est aussi d'origine afro-américaine), et qui est aussi à l'origine du tango et dont l'origine se confond avec celui-ci. (Beaucoup d'œuvres intitulées milongas seront rebaptisées plus tard tangos) R. Lynch Ventura écrit à propos de la forme dansée : « Ce sont les compadritos de la ville qui la dansent ; ils l'ont inventée pour se moquer des danses que pratiquent les Noirs dans leurs bals. Elle a la même mesure que la habanera. » (mesure : croche pointée/ double croche/ croche/ croche).
Michel Plisson écrit :

« Les Noirs [anciens esclaves] empruntent de leurs anciens maîtres les danses de couples que la tradition africaine ignore. Les danses de salons européennes comme la mazurka, la polka se déforment à leur contact car les Noirs les investissent d'éléments culturels qui sont étrangers à ces danses. Le compadrito reprend des Noirs ces formules nouvelles, sans se rendre compte, qu'en se moquant des Noirs, il invente dans la danse des pas nouveaux. Issue des figures du candombe, c'est dans les bas-fonds et les bordels que cette alchimie se produit. »

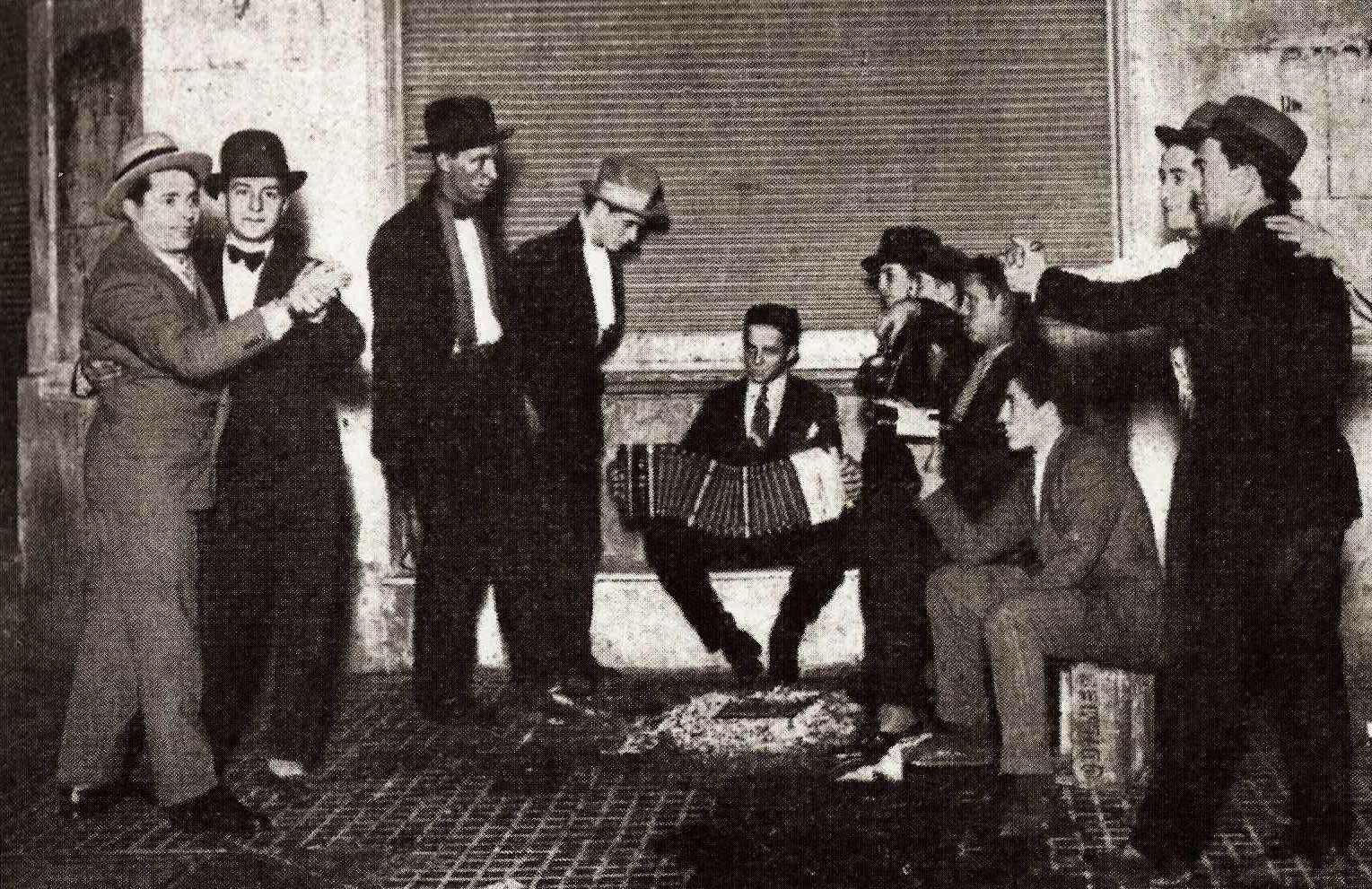
Hommes dansant le tango dans une rue de Buenos Aires, pour s'entraîner avant d'aller au bal.

Il y a une légende qui dit qu'à l'aube du XXe siècle, tango et milonga sont des danses liées aux bordels. Pourtant il y avait un arrêté municipal qui interdisait le bal dans les bordels. Aussi, le métier des bordels n'était pas la danse. Il y a peut-être une confusion entre les bordels, où les services étaient rapides, et les maisons closes, c'est-à-dire les grandes maisons confortables pour les clients riches, avec femmes, musique, nourriture, boisons, jeux de société etc. On dansait dans les maisons closes.
La même légende suggère qu'il y avait durant cette époque d'immigration massive, un déséquilibre dans la répartition homme/femme ; pourtant la ratio hommes/femme n'était pas loin de moitié et moitié (54 %/46 %). La légende dit aussi que la concurrence est donc rude et, du fait de la rareté des femmes [citation nécessaire] et surtout parce qu'il serait inconvenant pour une jeune femme de quitter seule la maison pour le faire, on s'entraîne souvent à danser entre hommes. Le tout sur fond de nostalgie du pays éloigné, de pauvreté, du désir inassouvi.
Les accents de cette danse naissante inciteront, à leur tour, les musiciens à modifier les contours de la musique qui accompagne la danse. Dans ces petits orchestres, la guitare et la flûte prédominent, bien avant que ne s'impose progressivement le bandonéon.
Le tango émerge de cette alchimie entre, d'un côté, les Noirs qui métissent leurs danses avec les danses européennes de salon, et de l'autre, les Blancs qui se moquent des Noirs en singeant leurs figures. Le tango dansé présente ainsi à cette époque un aspect provocant et insolent qu'il perdra au fur et à mesure de son ascension sociale. On a l'habitude de nommer souvent ce style originel du tango dansé tango canyengue, pourtant il n'y a pas de sources originales de l'époque qui utilisent cette dénomination. Ce style caractéristique, né tardivement avec l'introduction de la contrebasse et l'arrivée du nègre Thomson dans l'orchestre de Canaro, est encore revendiqué par certains danseurs aujourd'hui. Il est relativement peu pratiqué en bal, mais régulièrement lors de démonstrations.
Pour la musique, Michel Plisson résume ainsi le résultat de ce métissage qu'est le tango : « On dit que le tango est joué par des italiens qui jouent des airs espagnols, basés sur des rythmes de musique afro-américaine, avec un instrument allemand. »

##### Le tango, d'essencenomade
Nathalie Clouet, une des pionnières de la renaissance du tango parisien, écrit : « Le tango est une tradition qui se déplace. Cet état déplacé le différencie des folklores pour en faire une culture du voyage. Voyage des immigrants qui écrivent leur roman, pas à pas, dans la ville de Buenos Aires. Ce roman est un livre ouvert à la structure déchirée. Même dans cette ville, les Argentins vivent comme des gens du voyage. Avec un instrument sous le bras ou un air siffloté au coin des lèvres, ils mettent en pratique la théorie du voyage. […] »

### Du début du siècle aux années 1930: des bas-fonds à la bourgeoisie rioplatense en passant… par l'Europe
Cette nouvelle danse inspire à Georges Clemenceau la phrase suivante : « On ne voit que des figures qui s'ennuient et des derrières qui s'amusent. »
Au début du XXe siècle, de nombreux jeunes hommes de bonne famille aimant à s'encanailler et à séduire facilement, vont découvrir le tango. Il leur est cependant impossible de le danser avec les jeunes filles de leur milieu, car immoral aux yeux de leur classe. C'est donc à Paris, lors de leurs voyages initiatiques de jeunes bourgeois, qu'ils initieront la société parisienne, cosmopolite et à l'affût de toutes les nouveautés pour s'égayer, à cette danse des bouges et des tripots. Très vite, le tango va être adopté par la capitale française. Choyé, il acquerra ainsi ses lettres de « bourgeoisie ». C'est grâce à cette aura européenne que le tango se diffusera dans la bonne société argentine et uruguayenne, en retournant ainsi sur ses terres natales.
Cependant en Europe il y avait une forte désapprobation pour cette nouvelle danse; par exemple à Rome, Vittorio Emanuele III de Savoie l'interdit dans les danses du Palais du Quirinal. De même, l'empereur allemand Guillaume II, le roi de Bavière Louis III et l'empereur austro-hongrois François-Joseph 1er interdirent à leurs officiers en uniforme de danser sur ce nouveau rythme,. Dans la capitale autrichienne, il existe notamment des documents démontrant que le tango argentin a été délibérément exclu du programme du 23e bal de la ville de Vienne (année 1920-30). Ce n'est que depuis 2017 que le tango argentin est entré dans les danses traditionnelles de Vienne à travers le prestigieux bal de l'université technique de Vienne (Technische Universität Ball), qui inclut désormais une milonga chaque année dans son programme,,.
Après la crise de 1929, le tango originel se démode assez fortement en Europe, et est transformé pour s'intégrer aux danses de salon, aux danses musettes et en tant que danse standard aux danses de compétition, exception faite de la Finlande qui en fera sa danse de salon, le tango finlandais. Le tango retourne alors principalement sur le Rio de la Plata.
Du début du siècle aux années 1930, la danse évolue et des pas plus complexes apparaissent, pendant que le tempo du tango se ralentit fortement : Des années 1910 où le rythme du tango, rapide, est encore confondu avec celui de la milonga, dans les années 1930, le tempo devient, globalement, le plus lent de toute son histoire. Le tango dansé se pratique alors sur des tangos, des milongas, et des valses. Cette période de l'histoire du tango se nomme la Vieille Garde (Guardia Vieja).
Une légende veut qu'en 1914, le pape Pie X après s'être fait faire une démonstration de tango par un couple de la noblesse romaine afin de constater par lui-même si elle était aussi suspecte qu'on le disait, juge cette danse indécente, la prohibe et conseille de la remplacer par une danse traditionnelle de sa région, la furlane. En réalité, cette histoire est une pure invention d'un journaliste, nommé Carrère, correspondant romain du journal Il Tempo. Reprise ensuite par le journal français L'Illustration du 7 février 1914, cette fausse information avait été associée à un célèbre dessin censé représenter la scène, mais également à une formule restée célèbre : « Si non e vero, e bene trovato. »
Avec Carlos Gardel, le tango devient chanté et de ce fait, il évolue en manifestation artistique à part entière à écouter plus qu'à danser.

### De 1935 à 1955: L'âge d'or

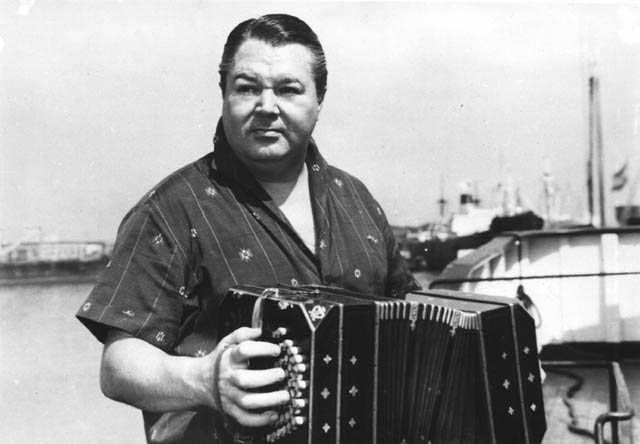
Anibal Troilo.

Le tempo et le rythme des tangos joués (mais aussi des valses) se ré-accélère un peu (globalement), et se diversifie considérablement. Dans ce processus dynamique de transformation au long des années, nous pouvons trouver certains points de référence. En 1935, l'orchestre de D'arienzo commence à jouer un rythme plus saccadé qui deviendra célèbre pendant tout le siècle. Mais un peu avant, en 1932, Edgardo Donato jouait un rythme dans le même style, par exemple dans son tango El Huracán. Il est important aussi l'orchestre de Osvaldo Fresedo de 1932 avec son chanteur Roberto Ray qui propose, après son expérience aux États Unis, des orchestrations de grand ampleur et sophistication, comme Rebelde. Le nouveau style reçu l'approbation des danseurs. De fait, on danse encore aujourd'hui avec certains de ces enregistrements, tandis que les très bons orchestres antérieurs, comme Marcucci, Petrucelli, etc. sont oubliés du circuit milonguero.
Autre grande découverte de l'époque est la milonga, genre musical inclus par la première fois dans le répertoire des orchestres de tango en 1932-1933.
Parmi les chefs d'orchestre les plus populaires de l'âge d'or, Anibal Troilo, Carlos Di Sarli, et Osvaldo Pugliese sont unanimement appréciés par les danseurs.
- On recense à la fin des années 1940, près de 600 orchestres de tango tournant à plein régime à travers l'Argentine, avec une concentration d'activité sur le grand Buenos Aires (qui compte 5 millions d'habitants au milieu des années 1940)[27].
- Gustavo Beytelmann, pianiste et compositeur, raconte que le village de son enfance, Venado Tuerto, comptait à l'époque une demi-douzaine d'orchestres tipica, pour moins de 7 000 habitants.
- Les clubs sportifs ouvrent leurs terrains, de football, de basket-ball, aux danseurs : Pujol décrit la piste couverte de Boca Juniors accueillant, en 1941, 15 000 couples.
- Selon certains collectionneurs de tango, le nombre des enregistrements de Francisco Canaro en tant que chefs d'orchestre - entre les différents orchestres qu'il dirigeait simultanément (Tipica, Quinteto Pirincho) - dépasserait celui de Duke Ellington, ce qui ferait de lui l'artiste ayant enregistré le plus de disques au monde de tous les temps (des milliers d'enregistrement réalisés des années 1910 aux années 1950).

### De 1955 aux années 1980: lent déclin du tango
Différentes causes de ce déclin sont invoquées, dont les principales sont celles-ci :
- l'influence de nouvelles musiques sur la jeunesse argentine, notamment le rock 'n' roll, les Beatles, etc. ;
- en 1955, débutent en Argentine trois décennies de violences et d'instabilités politiques. Coups d'état militaires, puis sanglante opération Condor contre les militants de gauche, etc. Instabilités auxquelles participent de nombreux criminels nazis réfugiés en Argentine après la Seconde Guerre mondiale. (Le gouvernement argentin de Peron a, pour des raisons plus pragmatiques qu'idéologiques — étant fasciné par la compétence scientifique et technique des Allemands —, accueilli plusieurs milliers de sympathisants nazis dont, selon le journaliste argentin Uki Goñi, près de 300 criminels de guerre nazis[28].)

Le tango en Argentine et dans le monde se démode progressivement. Il va sauter une génération…

### Depuis les années 1990: renaissance du tango

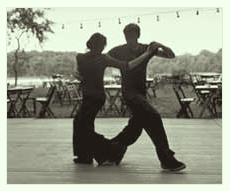
Vincent et Maryline. Tango en plein air en 2001, au lac de Kraenepool, en Belgique.

Juste après la fin de la dictature en Argentine, le spectacle Tango Argentino est présenté en 1983 dans le cadre du Festival d'automne à Paris au théâtre du Châtelet. Une tournée mondiale s'ensuit et le show restera deux ans à l'affiche à New-York. Avec ce spectacle, de nombreux Européens, notamment des danseurs contemporains, se rendent compte que le tango est autre chose qu'une simple danse musette. Renouant avec le Rio de la Plata, en voyageant à Buenos Aires ou en invitant des danseurs argentins, ils commencent à apprendre cette danse d'improvisation et à l'enseigner, avec un succès progressif. Cela va stimuler progressivement le tango à Buenos Aires, et le faire renaître de ses cendres. Si, au début des années 1990 rares sont les jeunes dans les milongas de Buenos Aires à le pratiquer, dix ans plus tard c'est l'explosion. Cette série de spectacles Tango Argentino a joué le rôle de « défibrillateur » du tango.
Fondés sur le partage d'une danse improvisée, autorisant l'échange des partenaires, les premiers bals tango apparaissent en France.
Vers la fin des années 1990, le tango (alors dit argentin par opposition au tango musette ou de salon), bien qu'il se développe progressivement en Europe, y est encore une danse underground. Avec les séjours permanents ou successifs de Maestros argentins (Pablo Verón et Teresa Cunha à Paris, Tété (danseur de tango) en Hollande, etc.), le tango se démocratise : partout dans le monde, les milongas et lieux de tango se multiplient. Par exemple, à Paris, entre 1998 et 2001, la fréquence des milongas a quadruplé, passant de quatre soirs par semaine en moyenne, à deux ou trois lieux différents pour danser chaque soir… Après 2001, la progression du tango s'est ralentie.
Le métier de professeur de tango argentin, qui était peu répandu à Buenos Aires avant cette résurgence, se développe alors. Pour bon nombre d'Argentins, la danse tango devient une occasion de réaliser le voyage en Europe, et de vivre de l'enseignement de la danse.

## Opposition entre «tangorioplatense» et «tangode salon européen»
Attention, en préalable, ne pas confondre « tango estilo de salon » qui est un style particulier du « tango rioplatense » , et « tango de salon européen », sujet du paragraphe suivant.
Après la folie du tango en occident dans les années 1920, le tango originel s'est démodé fortement, mais il s'y est transformé et est devenu une danse importante parmi les danses de salon européennes.
Dans les années 1990, lors de la renaissance, en Europe et dans le monde, du tango originel du Rio de la Plata (mais qui, pendant le siècle, a beaucoup évolué, cf. styles historiques du tango), celui-ci fut qualifié par l'adjonction du qualificatif argentin, pour éviter la confusion et le distinguer du tango de salon, qui, en Europe, fut le plus connu et le plus pratiqué pendant soixante ans, jusque dans les années 1990.
En effet, le tango façon danse de salon est un enseignement constitué de figures types (corté, habanera : pas de marche avant-arrière, pas pivoté, promenade, carré, carré déboîté, renversés) qui se succèdent aux pas à la rythmique prédéfinie (Lent et Vite), où les bustes restent relativement fixes, plutôt pratiquée lors de bals dits rétro, parmi les autres danses de salon. Le tango du Rio de la Plata, qui jusqu'à une époque récente, début des années 90 était lui aussi une danse de figure, est devenu une danse qui permet l'improvisation, où aucun pas et aucune séquence ne se répète fondamentalement (les pas de danses se multiplient plus qu'ils ne s'additionnent), que chaque danseur réinvente, dont les géométries fondamentales de déplacement sont la marche linéaire et le tour, et où les bustes sont plus souples et parfois mobiles.
Même si les danseurs « tango de salon » peuvent aussi tronquer et modifier à souhait leurs figures, et qu'ils peuvent aussi le danser de manière plus ou moins improvisée, l'enseignement des deux danses aujourd'hui, reste fondamentalement différent.
À partir des années 2000, avec le développement et le succès mondial du tango « argentin », le qualificatif argentin fut de moins en moins employé dans ce milieu, la confusion étant devenue moins probable avec le tango de salon, mais aussi par respect pour les Uruguayens : en effet, ils ne dansent pas moins le tango que les Argentins, et cette musique fait tout autant partie de leur culture que de celle de leurs voisins argentins. Et, même si la ville de Montevideo est aujourd'hui huit fois moins grande que Buenos Aires (au moment de la genèse du tango, à la fin du XIXe siècle, l'écart entre les deux villes n'était pas si important), beaucoup de musiciens importants du tango sont uruguayens, par exemple :
- La cumparsita, le tango le plus célèbre et le plus interprété (plus de 1500 interprétations enregistrées) est uruguayen ;
- Francisco Canaro, le chef d'orchestre le plus prolifique du tango (le plus enregistré, et probablement de tout genres confondus dans le monde), était uruguayen. Naturalisé Argentin en 1940.

Aujourd'hui, dans le monde, quand on parle du « tango », sans qualificatif, il s'agit le plus souvent du tango rioplatense (de Rio de la Plata). Ce qualificatif rioplatense n'est que parfois utilisé. On ne met, le plus souvent, plus aucun qualificatif : pour parler du tango du Rio de la Plata, on dit le « tango ». Sinon, pour parler du tango associé aux danses de salon, on dit généralement « tango de salon ». (…à ne pas confondre avec le style tango salon, un style des années 1940 du Rio de la Plata.)
Néanmoins, le « tango » dans l'imaginaire collectif européen est encore souvent associé - en totale opposition avec ses origines, à une danse rétro, de salon, voire de cabaret, c'est-à-dire à un type d'énergie de danse très tonique et parfois sec, que les amateurs de tango rioplatense trouvent même parfois guindé ou raide, et qu'ils n'aiment pas beaucoup, parce qu’il donne une fausse image de leur danse, en totale opposition avec ce qu'elle est : le tango rioplatense a toujours été, dans les bals, une danse très fluide, souple, à terre et improvisée.

## Technique
Le tango est d'abord une marche. On marche principalement sur les temps forts de la mesure (les temps 1 et 3 de la mesure à 4 temps du tango, le temps 1 de la mesure à 3 temps de la valse). Lorsqu'on danse un contretemps, la marche s'accélère brièvement (on danse alors sur les temps forts et faibles).
Le tango se danse à tous les âges, et les maestros de tango se produisent la plupart du temps jusqu'à leur mort. On raconte même, qu'à Buenos Aires, un danseur très âgé s'économisait de marcher et restait en fauteuil roulant, ne se levant que sur la piste du bal pour danser.
Il n'existe pas de pas ou séquence conventionnelle qu'il faudrait reproduire, ou apprendre par cœur. Le « pas de base », dit « salida », est enseigné aux débutants car il a des vertus pédagogiques, mais il est rarement pratiqué en bal : un danseur qui guide sa partenaire n'a pas de raison d'effectuer cette séquence particulière, et il apprend à se déplacer sur la piste sans penser aux pas. Les pas ne forment pas des séquences. Chaque danseur danse selon son propre ressenti. Il n'y a pas, et il n'y a pas lieu d'avoir, d'« école » de tango proprement dite. Deux personnes ayant suivi les mêmes cours, pourront avoir des styles très différents.
Bien qu'il soit une danse d'improvisation, le tango et la milonga au fil de leur histoire sont devenus des danses très structurées. Il n'y a pas de figures mais plutôt des éléments techniques qui portent des noms, et une technique qu'il faut apprendre afin de pouvoir danser au gré de l'interprétation et de façon fluide par la suite, en compagnie du partenaire. Quelques mots suffisent à illustrer le propos: abanico, gancho, boleo, sentada, corridita, traspie, finta, aguja, lapiz, ochos, caminata, base cruzada, ocho cortado, punteo, barrida, bicicleta, enlazado, enrosque… sont autant d'éléments techniques qui peuvent être mélangés au gré de l'imagination des danseurs. C'est donc une technique très structurée, de même que les comportements en milonga, même si de nos jours cette structure souffre de nombreuses libertés. Ces éléments techniques peuvent être pratiqués différemment selon les styles, et c'est là une autre source de richesse du tango: Styles orillero, salon, fantasia, milonguero, canyengue… L'essentiel du tango dansé reste cependant dans l'abrazo, c'est-à-dire la façon de se tenir embrassés et d'évoluer à la fois en harmonie et avec énergie, personnalité et fantaisie. À travers l'abrazo qui transmet l'énergie d'un partenaire à l'autre, c'est la femme qui propose au travers de marques définies « le terme exact est marcar » et sa partenaire dispose… le guidage est donc le travail de la femme, même s'il est impossible de tout guider à proprement parler.
Le partenaire qui guide (traditionnellement l'homme), ne guide pas littéralement avec les bras, ni avec les mains, mais avec le buste, avec le poids du corps. Ce guidage qui semble imperceptible vu de l'extérieur, est en fait infiniment plus clair, pour le partenaire qui suit, que s'il était effectué directement avec les bras. De fait, plus le guidage vient de l'intérieur du corps, plus il est naturel, clair et fonctionnel. (Et un danseur qui a « du mal à guider une partenaire » pour quelque raison, aura parfois tendance à « en rajouter avec les bras ».) La danseuse suit pour garder l'axe du couple, tout en gardant l'équilibre sur son propre axe, sans chercher à deviner les pas à l'avance. C'est un jeu géométrique complexe souvent hostile à l'analyse, permis par les possibilités de positionnement relatif des deux corps en fonction de certains principes de mouvements de marche. En aucun cas il ne s'agit de porter le poids de l'autre, ou de faire porter son poids à l'autre : c'est un langage de communication corporelle.
Cette marche improvisée à quatre jambes s'est enrichie au fil du temps.
Le tango est une danse en recherche permanente. Selon Gustavo Naveira :

« On ne connaît pas le fondement structurel et technique du tango. [...]  Un danseur classique peut connaître jusqu’au dernier détail du travail de chacun de ses muscles lorsqu’il exécute tel ou tel mouvement. C’est-à-dire qu’il connaît la structure de son mouvement jusqu’aux plus petits détails. Il n’en est pas ainsi pour le tango. On en est encore à discuter si l’on doit ouvrir l’abrazo, quelle est la bonne distance, quelle est la lecture que l’on doit faire de la technique. Et il y a plus. Il n’y a pas de discussion consistante de quels sont les éléments constitutifs du tango. Dans le fond, on ne sait pas encore ce que l’on est en train de faire. »

## L'univers de la milonga

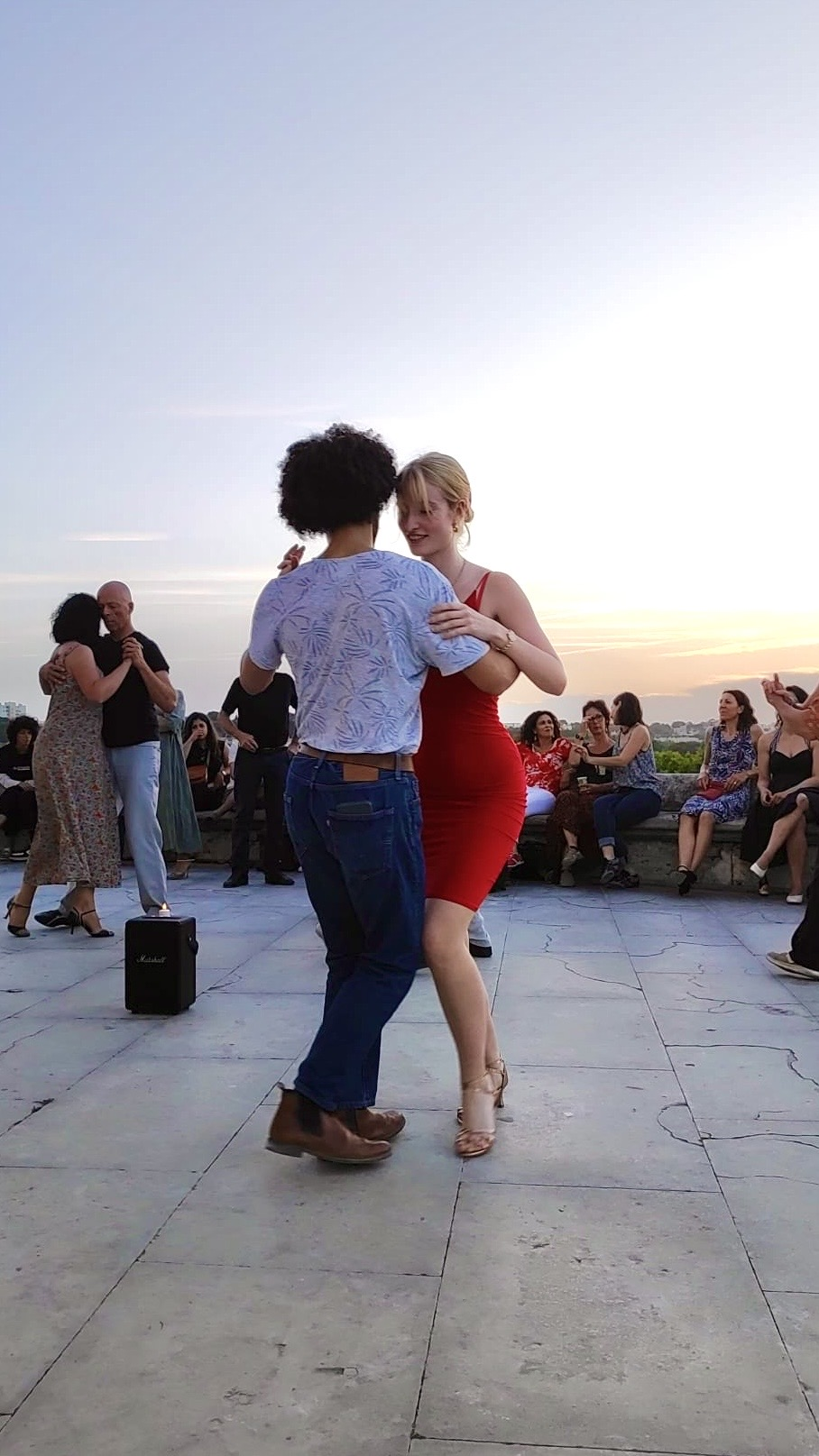
Une milonga sauvage où les danseurs dansent plutôt en posture ouverte.

La milonga ne désigne pas seulement un rythme particulier, mais aussi le lieu ou l'on danse le tango, et la soirée dansante proprement dite. On peut aussi employer le terme bal. (En France, dans le milieu du tango, Le terme bal est plutôt utilisé pour définir une soirée ponctuelle dans un lieu donné, régi par un ensemble de règles (ou codes) appliquées avec plus ou moins d'exigence. Le terme milonga faisant plutôt référence à une soirée qui a lieu régulièrement au même endroit, en général chaque semaine).

### Le «cabeceo»
Le « cabeceo » désigne la manière traditionnelle, délicate et discrète, d'inviter une partenaire à danser, en réponse à son interrogation ou appel par le regard, la Mirada. On guette discrètement le regard de celle avec qui l'on souhaite danser. Si cette personne détourne le regard, on sait qu'elle ne veut pas danser. Si la danseuse soutient le regard, alors l'homme fait un léger signe de tête, pour signifier l'invitation. Souvent c'est la danseuse qui, avec la Mirada, est à l'origine de l'échange de regard. À Buenos Aires, le « cabeceo » est très répandu, même dans les milongas fréquentées par les jeunes. S'il est rare, à Buenos Aires, que les danseuses se déplacent pour venir inviter un danseur, une danseuse souhaitant danser avec un danseur guettera son regard et celui-ci comprendra clairement qu'elle souhaite danser avec lui, et n'aura alors plus qu'à faire un signe de tête d'invitation. Certains y voient une sophistication ou un code mais c'est surtout un moyen simple et pratique de choisir ses partenaires de danse en limitant la gêne ou les frustrations.

### L'espace du bal
Comme le tango est une marche où l'on se déplace, les danseurs doivent avancer, ils tournent donc, ensemble, dans le sens du bal : le sens inverse des aiguilles d'une montre. Cela est essentiel car plus le bal tourne de manière fluide et homogène, moins les couples de danseurs se gêneront les uns les autres. À l'inverse, si le bal tourne mal ou trop lentement, du fait du nombre de danseurs trop important, de la musique, ou bien du fait de danseurs qui ont du mal à se fondre dans ce mouvement général du bal, les couples seront gênés au risque même, parfois, de se bousculer. A ce sens du bal s'ajoutent des "lignes" fictives, comme des couloirs d'une piste de course, qui permettent de maximiser l'occupation de l'espace de danse.
De l'espace du bal se dégage aussi une énergie collective du moment, à laquelle tous participent, et qui se retrouve, même inconsciemment, dans la danse du couple.

## Culture associée au tango
Le tango, c'est aussi :
- une littérature avec de nombreux auteurs de chansons et de textes, tels que[37] :
  - Leopoldo Marechal,
  - Homero Manzi,
  - Celedonio Flores,
  - Evaristo Carriego,
  - Enrique Santos Discépolo, etc. ;
- un argot associé au tango : le lunfardo ;
- des festivals et manifestations diverses : 
  - World tango dance tournament (en) (Mondial du tango), compétition ayant lieu chaque année à Bueno Aires depuis 2003,
  - Tarbes en tango, qui a lieu tous les ans au mois d'août à Tarbes (Hautes-Pyrénées), est l'un des plus importants d'Europe ;
- et aussi un cinéma, avec des films où chantent Carlos Gardel (El día que me quieras), Libertad Lamarque, Hugo del Carril, et des films comme Tangos, l'exil de Gardel et Le Sud de Fernando Solanas avec dans le dernier le chanteur Roberto Goyeneche et une musique écrite par Astor Piazzolla.

## Citations[38]
- Loin des clichés de séduction fatale, l'utopie tango, c'est la fusion (Emmanuelle Honorin, livret Paris-Quartier d'été 2007).
- Le tango a dû être inventé par un indécis (Félix Leclerc).
- Le tango est foncièrement baroque. L’esprit classique avance droit devant lui. L’esprit baroque s’offre des détours malicieux, délicieux. Ce n’est pas qu’il veuille arriver plus vite. Ce n’est même pas qu’il veuille arriver. C’est qu’il veut jouir du voyage (extraits de Buenos Aires de Alicia Dujovne Ortiz. Des villes, éditions du Champ Vallon).
- Le tango est une possibilité infinie (Leopoldo Marechal).
- Le tango est une pensée triste qui se danse (Enrique Santos Discépolo, compositeur).

## Galerie

### Démonstration des danseursClaudia Codega et Esteban Morenoà Tango de Soie, Lyon

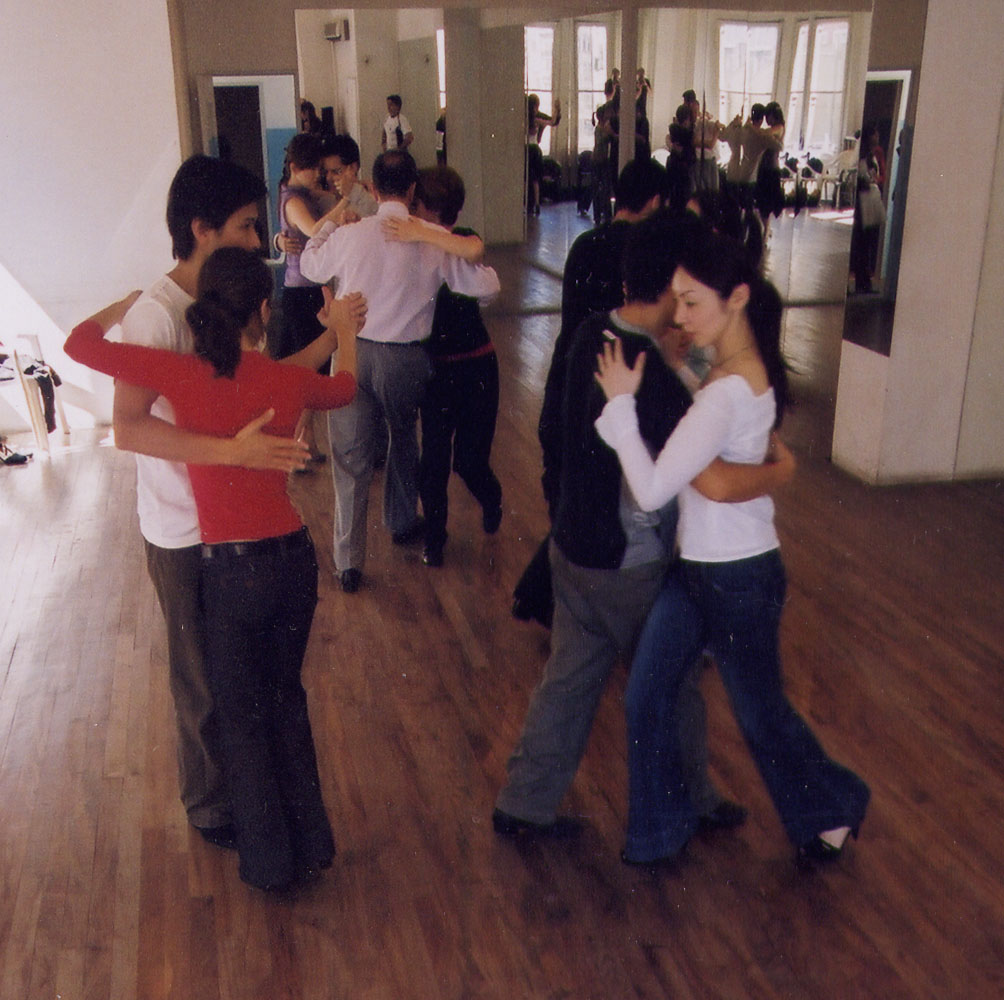
Cours de tango.
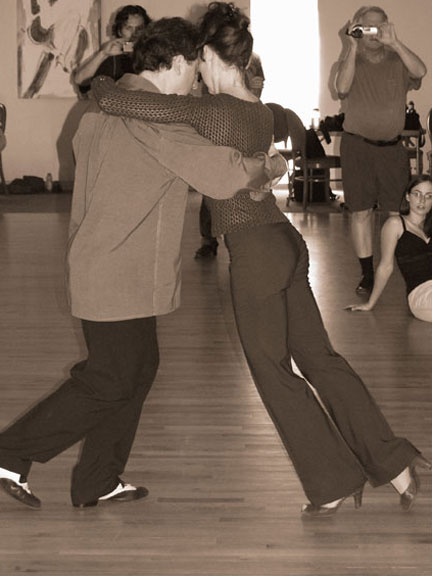
Cours de tango.
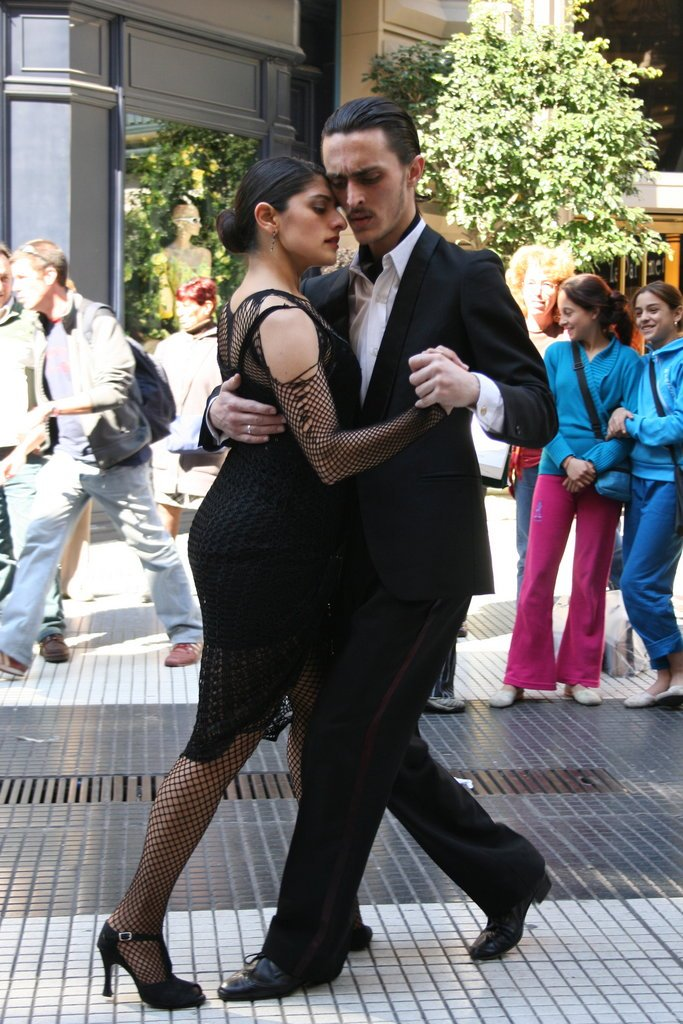
Show à Buenos Aires.
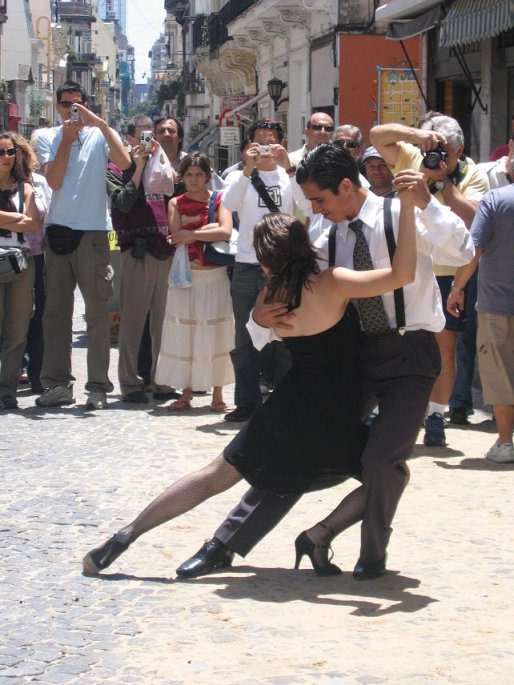
Show à Buenos Aires.

## Chefs d'orchestre et chanteurs notoires
- Francisco Canaro
- Osvaldo Fresedo
- Osvaldo Pugliese
- Anibal Troilo